# Херигер Лоббский

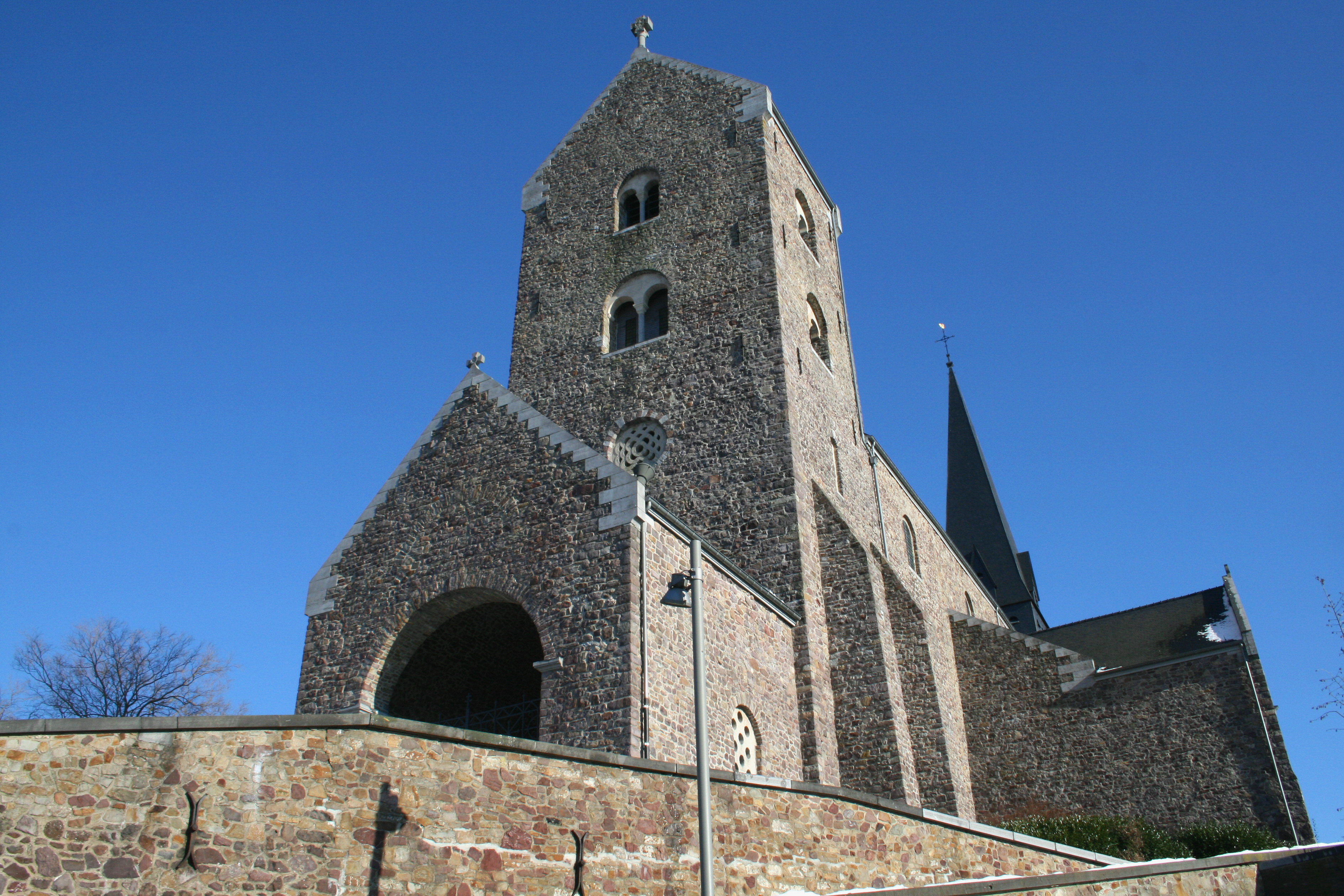
Соборная церковь Святого Урсмара Лоббского аббатства, XI в.

Херигер Лоббский (фр. Hériger de Lobbes, нидерл. Heriger van Lobbes, лат. Herigerus Lobiensis; около 940, Лёвен или Льеж — умер 31 октября 1007, Лобб) — средневековый фламандский хронист, агиограф и богослов из графства Геннегау, монах-бенедиктинец, настоятель Лоббского аббатства Св. Петра (990—1007).

## Биография
Выходец из городского патрициата Лёвена или Льежа, он около 955 года, по окончании начальной школы при Льежском соборе, принял постриг в бенедиктинском аббатстве Св. Петра в Лоббе, где продолжил своё схоластическое образование под руководством аббата Фольквина (965—990). Сблизившись с льежским епископом Нотгером, племянником императора Оттона I, написал по его просьбе несколько трудов и в 989 году сопровождал в поездке в Рим. 
В 990 году, после смерти аббата Фолквина, монахи обратились к Нотгеру и епископу Камбре Ротхарду с просьбой, чтобы они утвердили Херигера в должности нового настоятеля. Просьба монахов была удовлетворена, и Херигер назначен был аббатом Лоббского монастыря.
Скончался 31 октября 1007 года в Лоббском аббатстве, где, вероятно, и был похоронен.

## Сочинения
В течение своей монастырской жизни Херигер Лоббский занимался изучением схоластики, церковной истории и патристики. Среди главных его трудов выделяются «Деяния епископов Льежских» (лат. Gesta episcoporum Leodiensium), которые открываются биографией святого Матерна Кёльнского (ум. между 315 и 328 гг.) и заканчиваются описанием жизни святого Ремакля (ум. 667). Рассказ о происхождении последнего из Аквитании сопровождается подробным историко-географическим описанием этой страны, основанном не только на данных Павла Орозия и Григория Турского, но и документах архива валлонского аббатства Ставло-Мальмеди, а также устных сообщениях сподвижника епископа Нотгера монаха Герберта. Из числа других источников, использованных Херигером, можно назвать «Гетику» Иордана и «Жизнь Карла Великого» Эйнхарда.
После смерти Херигера «Деяния епископов» продолжены были до 1048 года Ансельмом Льежским, а в середине XIII века использованы Жилем Орвальским в «Деяниях Льежских епископов». Они сохранились в двух рукописях, первая из которых датируется XI веком и хранится в Библиотеке герцога Августа в Вольфенбюттеле (MS 2738), а вторая относится к XII столетию и находится в Национальной библиотеке Франции в Париже (MS Nouv. acq. lat. 812). 
Комментированное оригинальное издание «Деяний епископов» увидело свет в 1846 году в седьмом томе Monumenta Germaniae Historica (Scriptores) под редакцией немецкого историка Рудольфа А. Кёпке. 
Перу Херигера Лоббского принадлежат также прозаические «Житие святого Ландоальда» (лат. Vita Sancti Landoaldi), «Житие святого Ремакля» (лат. Vita Sancti Remacli), метрическое «Житие святого Урсмара» (лат. Vita Sancti Ursmari), первого настоятеля Лоббской обители, патристический «Трактат о Теле и Крови Христа» (лат. De Corpore et Sanguine Dormini) и другие агиографические сочинения. Большинство из них изданы в середине XIX века учёным аббатом Жаком Полем Минем в «Patrologia Latina».
Обладал немалой эрудицией, в частности, знаком был с трудами Евсевия Памфила, Илария Пиктавийского, Василия Кесарийского, Амвросия Медиоланского, Иеронима Стридонского, Аврелия Августина, Кирилла Александрийского, Льва I Великого и Фабия Фульгенция. Как хрониста от современных ему писателей его отличает несколько большее внимание к исторической критике и хронологии, в частности, он отмечает, что Дионисий Малый ошибочно начал в VI веке летоисчисление от Рождества Христова на семь лет позже, чем следовало. Как агиограф же он предпочитает фактам риторику и художественный вымысел, уделяя главное внимание речам подвижников и описанию творимых ими чудес.
Является автором арифметического сочинения «Regulae де numerorum abaci rationibus», опубликованного в 1899 году в Берлине русским историком-медиевистом Н. М. Бубновым, а также ряда музыкальных произведений, церковных антифонов и гимнов.

## Издания
- Gesta Pontificum Trajectensium et Leodiensium A. S. Remaclo ad Vazonem // Veterum Scriptorum et monumentorum historicorum, dogmaticorum, moralium, amplissima collectio. Prodit nunc primum studio et opera Domni Edmundi Martne et Domni Ursini Durand. — Tomus IV. — Paris: Montalant, 1729. — coll. 837–912.
- Herigeri et Anselmi Gesta episcoporum Leodiensium. Hrsg. von Rudolf Koepke // Monumenta Germaniae Historica. — Tomus VII. — Hannoverae, 1846. — S. 134–234.
- Herigeri et Anselmi Gesta episcoporum Tungrensium, Traiectensium et Leodiensium // Patrologiae cursus completus. Series Latina, éditée par Jacques-Paul Migne. — Tomus 139. — Parisiis, 1849—1855. — coll. 999–1102.
- Herigerus. Vita sancti Landoaldi // Patrologiae cursus completus. Series Latina, éditée par Jacques-Paul Migne. — Tomus 139. — Parisiis, 1849—1855. — coll. 1111–1124.
- Herigerus. Vita sancti Ursmari // Patrologiae cursus completus. Series Latina, éditée par Jacques-Paul Migne. — Tomus 139. — Parisiis, 1849—1855. — coll. 1125–1128.
- Herigerus. Vita sancti Remakli // Patrologiae cursus completus. Series Latina, éditée par Jacques-Paul Migne. — Tomus 139. — Parisiis, 1849—1855. — coll. 1143–1146.